# Grenade-sur-l'Adour
 Grenade-sur-l'Adour  (en occitano Granada) es una población y comuna francesa, situada en la región de Aquitania, departamento de Landas, en el distrito de Mont-de-Marsan y cantón de Grenade-sur-l'Adour.

## Demografía
| 1369 | 2046 | 2006 | 2129 | 2187 | 2265 |
| Para los censos de 1962 a 1999 la población legal corresponde a la población sin duplicidades (Fuente: INSEE [Consultar]) |      |      |      |      |      |